# Shiroishi
Shiroishi (Japans: 白石市, Shiroishi-shi) is een stad aan de zuidgrens van de prefectuur Miyagi op het eiland Honshu, Japan. Deze stad heeft een oppervlakte van 286,47 km² en telt begin 2008 circa 38.500 inwoners.

## Geschiedenis
Shiroishi werd een stad (shi) op 1 april 1954 na samenvoeging van de gemeente Shiroishi (白石町, Shiroishi-machi) en 6 dorpen.
Op 31 maart 1957 is er nog een zevende dorp aan de stad toegevoegd.

## Verkeer
Shiroishi ligt aan de Tohoku Shinkansen en aan de Tohoku-hoofdlijn van de East Japan Railway Company.

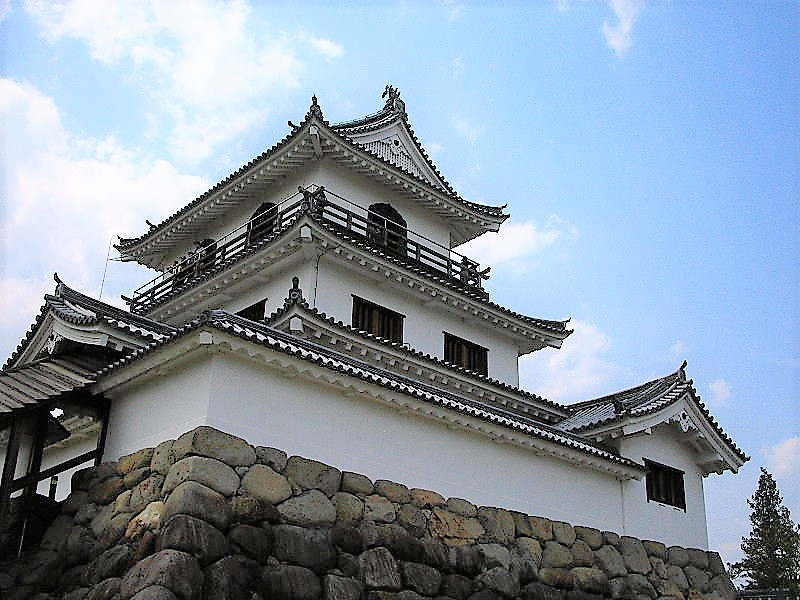
Kasteel Shiroishi

Shiroishi ligt aan de Tohoku-autosnelweg en aan de autowegen 4, 113 en 457.

## Bezienswaardigheden
- Kasteel Shiroishi (白石城, Shiroishijō)

## Geboren in Shiroishi
- Ozutsu Manemon (大砲 万右衛門, Ōzutsu Man'emon), sumoworstelaar

## Stedenbanden
Shiroishi heeft een stedenband met
- Hurstville Australië

## Aangrenzende steden
- Kakuda
- Fukushima
- Date